# Марк Твен
Марк Твен (англ. Mark Twain, настоящее имя Сэ́мюэл Ле́нгхорн Кле́менс, Samuel Langhorne Clemens; 30 ноября 1835, Флорида, Миссури, США — 21 апреля 1910, Реддинг, Коннектикут, США) — американский писатель, юморист, журналист и общественный деятель. Его творчество охватывает множество жанров — юмор, сатиру, философскую фантастику, публицистику и другие, и во всех этих жанрах он неизменно занимает позицию гуманиста и демократа.
Уильям Фолкнер писал, что Марк Твен был «первым по-настоящему американским писателем, и все мы с тех пор — его наследники», а Эрнест Хемингуэй считал, что вся современная американская литература вышла из одной книги Марка Твена, которая называется «Приключения Гекльберри Финна» (англ. "All modern American literature comes from one book by Mark Twain called Huckleberry Finn.")
. Из русских писателей о Марке Твене особенно тепло отзывались Максим Горький и Александр Куприн.

## Псевдоним «Марк Твен»
Клеменс утверждал, что псевдоним Марк Твен был взят им в юности из терминов речной навигации. Тогда он был помощником лоцмана на Миссисипи, а выкрик «марк твен» (англ. mark twain, досл.: «метка двойка») означал, что согласно отметке на лотлине достигнута минимальная глубина, пригодная для прохождения речных судов — 2 морские сажени (≈ 3,7 м).
Однако существует версия о литературном происхождении этого псевдонима: в 1861 году в журнале Vanity Fair вышел юмористический рассказ Артемуса Уорда (Artemus Ward) (настоящее имя Чарльз Браун) «Северная звезда» о трёх моряках, одного из которых звали Марк Твен. Сэмюэл очень любил юмористический отдел этого журнала и читал в своих первых выступлениях именно произведения Уорда.
Кроме псевдонима Марк Твен, Клеменс один раз в 1896 году подписался как сир Луи де Конт (фр. Sieur Louis de Conte) — под этим псевдонимом он издал свой роман «Личные воспоминания о Жанне д’Арк сира Луи де Конта, её пажа и секретаря».

## Биография

### Детство и юность
Сэмюэл Клеменс родился 30 ноября 1835 года в маленьком городке Флориде (штат Миссури, США); позже он шутил, что, родившись, увеличил его население на один процент. Он был третьим из четырёх выживших детей (всего их было семь) Джона Маршалла Клеменса (11 августа 1798 — 24 марта 1847) и Джейн Лэмптон (1803—1890). Семья имела корнские, английские и шотландско-ирландские корни. Отец, будучи уроженцем Вирджинии, был назван в честь председателя Верховного Суда США Джона Маршалла. Родители познакомились, когда Джон переехал в Миссури, и поженились 6 мая 1823 года в Колумбии в Кентукки.
Всего у Джона и Джейн было семеро детей, из которых выжили лишь четверо: сам Сэмюэл, его братья Орайон (17 июля 1825 — 11 декабря 1897) и Генри (1838—1858), и сестра Памела (1827—1904). Его старшая сестра Маргарет (1833—1839) умерла, когда Сэмюэлу было 3 года, а спустя ещё 3 года умер его другой старший брат Бенджамин (1832—1842). Его ещё один старший брат Плизант (1828—1829) умер ещё до рождения Сэмюэла в возрасте шести месяцев. Когда Сэмюэлу было 4 года, семья в поисках лучшей жизни переехала в другой город штата Миссури — Ханнибал. Именно этот город и его жители позже были описаны Марком Твеном в его знаменитых произведениях, особенно в «Приключениях Тома Сойера» (1876).
Отец Клеменса умер в 1847 году от пневмонии, оставив много долгов. Самый старший сын, Ора́йон, скоро начал издавать газету, и Сэм начал вносить туда свой посильный вклад как наборщик и иногда как автор статей. Некоторые из самых живых и самых спорных статей газеты выходили как раз из-под пера младшего брата — обычно, когда Орайон был в отъезде. Сам Сэм также иногда путешествовал в Сент-Луис и Нью-Йорк.

### До начала литературной карьеры
Но зов реки Миссисипи всё-таки привёл Клеменса к работе лоцмана на пароходе. Это была профессия, которой, по признанию самого Клеменса, он занимался бы всю жизнь, если бы гражданская война не положила конец частному пароходству в 1861 году. Так Клеменс был вынужден искать другую работу.
Твен вступил в масонство в ложе «Полярная Звезда» № 79 в Сент-Луисе 22 мая 1861 года. Во время одного из путешествий он прислал из Палестины в адрес своей ложи «молоточек», к которому было приложено выдержанное в юмористическом духе письмо, гласящее: «Рукоятка молоточка вырезана братом Клеменсом из ствола ливанского кедра, в своё время посаженного братом Гоффредом Бульонским возле стен Иерусалима».
После недолгого знакомства с народным ополчением (этот опыт он красочно описал в 1885 году), Клеменс в июле 1861 года уехал от войны на запад. Тогда его брату Орайону предложили должность секретаря губернатора Территории Невада. Сэм и Орайон две недели ехали по прериям в дилижансе к шахтёрскому городу Вирджинии, где в Неваде добывали серебро.

### На Западе
Опыт пребывания на Западе США сформировал Твена как писателя и лёг в основу его второй книги. В Неваде, надеясь разбогатеть, Сэм Клеменс стал шахтёром и начал добывать серебро. Ему приходилось подолгу жить в лагере вместе с другими старателями — этот образ жизни он позже описал в литературе. Но Клеменс не смог стать удачливым старателем, ему пришлось оставить добычу серебра и устроиться работать в газету «Territorial Enterprise» там же, в Вирджинии. В этой газете он впервые использовал псевдоним «Марк Твен». В 1864 году он переехал в Сан-Франциско, где начал писать для нескольких газет одновременно. В 1865 году к Твену пришёл первый литературный успех, его юмористический рассказ «Знаменитая скачущая лягушка из Калавераса» был перепечатан по всей стране и назван «лучшим произведением юмористической литературы, созданным в Америке к этому моменту».
Весной 1866 года Твен был командирован газетой «Sacramento Union» на Гавайи. По ходу путешествия он должен был писать письма о своих приключениях. По возвращении в Сан-Франциско эти письма ждал оглушительный успех. Полковник Джон Мак Комб, издатель газеты «Alta California», предложил Твену поехать в турне по штату, читая увлекательные лекции. Лекции сразу же стали бешено популярны, и Твен исколесил весь штат, развлекая публику и собирая по доллару с каждого слушателя.

### Первая книга
Первого успеха как писатель Твен добился в другом путешествии. В 1867 году он упросил полковника Мак Комба спонсировать его поездку в Европу и на Ближний Восток. В июне, в качестве корреспондента «Alta California» и «New-York Tribune», Твен отправился в Европу на пароходе «Квакер-Сити». В августе он посетил также и Одессу, Ялту и Севастополь (в «Одесском вестнике» от 24 августа 1867 года помещён «Адрес» американских туристов, написанный Твеном). В составе делегации корабля Марк Твен посетил в Ливадии резиденцию русского императора.
Письма, написанные Твеном во время путешествия по Европе и Азии, отправлялись им в редакцию и печатались в газете, а позже легли в основу книги «Простаки за границей». Книга вышла в 1869 году, распространялась по подписке и имела огромный успех. До самого конца его жизни многие знали Твена именно как автора «Простаков за границей». В целом же за свою писательскую карьеру Твену довелось путешествовать по Европе, Азии, Африке и Австралии.
В феврале 1870 года, на пике успеха от «Простаков за границей», Марк Твен женился на Оливии Лэнгдон (27.11.1845 — 05.06.1904), уроженке городка Эльмира, расположенном в живописном районе Пальчиковых озёр штата Нью-Йорк. С ней он познакомился в декабре 1867 года через её брата Чарльза. В своё первое свидание они посетили лекцию Чарльза Диккенса в городе Нью-Йорке. Клеменс-Твен ухаживал за Оливией в течение 1868 года, в основном посылая ей письма. Помолвка произошла в феврале 1869 года, свадьба состоялась в Эльмире, и церемония была проведена служителями конгрегации Джозефом Твичеллом и Томасом К. Бичером.
После свадьбы Клеменс с семьёй переехали в город Буффало (штат Нью-Йорк), где они жили в доме, купленном для них Джервисом Лэнгдоном, отцом Оливии. Поначалу им было трудно. Джервис скончался от рака в августе. А Лэнгдон Клеменс — их первый ребёнок, родившийся в ноябре, был недоношенным. Затем Оливия заболела брюшным тифом, поэтому Клеменсы переехали в Эльмиру, чтобы семья Оливии могла присматривать и за ней, и за Лэнгдоном.
В 1871 году семья перебралась в город Хартфорд (Коннектикут). Сначала они арендовали большой дом в районе Нук-Фарм и быстро стали важными участниками общественной и литературной жизни. В этот период Твен часто читал лекции в США и Англии. Затем он начал писать острую сатиру, резко критикуя американское общество и политиков, это особенно заметно в сборнике «Жизнь на Миссисипи», написанном в 1883 году. Благодаря доходам Сэмюэля Клеменса от его книг и лекций, а также наследству Оливии, жизнь семьи в Хартворде была благополучной. В 1874 году Клеменсы переехали в дом, который они построили на купленном участке земли, в котором они прожили до 1891 года.

### Творческая карьера
Одной из вдохновляющих Марка Твена вещей был стиль заметок Джона Росса Броуна.
Самым большим вкладом Твена в американскую и мировую литературу считается роман «Приключения Гекльберри Финна». Также очень популярны «Приключения Тома Сойера», «Принц и нищий», «Янки из Коннектикута при дворе короля Артура» и сборник автобиографических рассказов «Жизнь на Миссисипи». Марк Твен начинал свою карьеру с непритязательных юмористических куплетов, а заканчивал полными тонкой иронии очерками человеческих нравов, остро-сатирическими памфлетами на социально-политическую тематику и философски-глубокими и, при этом, весьма пессимистическими размышлениями о судьбе цивилизации.
Многие публичные выступления и лекции были утрачены или не были записаны, отдельные произведения и письма были запрещены к печати самим автором при его жизни и на десятилетия после смерти.
Твен был прекрасным оратором. Получив признание и известность, Марк Твен много времени уделял поиску молодых литературных талантов и помогал им пробиться, используя своё влияние и приобретённую им издательскую компанию.
Твен увлекался наукой и был дружен с Николой Теслой. Они много времени проводили вместе в лаборатории Теслы. В своё произведение «Янки из Коннектикута при дворе короля Артура» Твен ввёл путешествие во времени, в результате которого многие современные технологии оказались представлены в Англии времён короля Артура. Технические подробности, приводимые в романе, свидетельствуют о хорошем знакомстве Твена с достижениями современной ему науки.
- Обложка книги «Приключения Гекльберри Финна»
- Марк Твен в 1870-1873 годах
- Твен в лаборатории Теслы в 1894 году
- Марк Твен и молодая поэтесса Дороти Куик
- Первое издание книги «Янки из Коннектикута при дворе короля Артура» (1889)
- Марк Твен с газетой, 1902

В 1882 году — более чем за десять лет до того, как методы дактилоскопии стали известны в Соединённых Штатах — Твен описал поиск преступника по отпечатку пальца в романе «Жизнь на Миссисипи».
Двумя другими наиболее известными увлечениями Марка Твена были игра на бильярде и курение. Посетители дома Твена иногда говорили, что в кабинете писателя стоял такой густой табачный дым, что самого хозяина почти нельзя было разглядеть.
Твен был видной фигурой Американской антиимперской лиги, которая протестовала против американской аннексии Филиппин. В ответ на эти события, в которых погибло около 600 человек, Твен написал памфлет «Инцидент на Филиппинах», но произведение было опубликовано только в 1924 году — через 14 лет после его смерти.
Время от времени некоторые произведения Твена запрещались американской цензурой по разным причинам. В основном это объяснялось активной гражданской и социальной позицией писателя. Некоторые произведения, которые могли бы оскорбить религиозные чувства людей, Твен не печатал по просьбам своей семьи. Так, например, «Таинственный незнакомец» остался неопубликованным до 1916 года. Одной из наиболее противоречивых работ Твена была юмористическая лекция в парижском клубе, опубликованная под названием «Размышления о науке онанизма». Центральная идея лекции была такой: «Если уж нужно рискнуть жизнью на сексуальном фронте, то не мастурбируйте слишком много». Эссе было опубликовано лишь в 1943 году ограниченным тиражом в 50 экземпляров. Ещё несколько антирелигиозных произведений оставались неопубликованными до 1940-х годов.
Сам Твен относился к цензуре c иронией. Когда в 1885 году публичная библиотека в Массачусетсе решила изъять из фонда «Приключения Гекльберри Финна», Твен написал своему издателю:

Они исключили Гека из библиотеки как «мусор, пригодный только для трущоб», из-за этого мы несомненно продадим ещё 25 тысяч экземпляров. 
В 2000-е годы в США вновь были предприняты попытки запретить роман «Приключения Гекльберри Финна» из-за натуралистичных описаний и словесных выражений, оскорбительных для негров. Хотя Твен был противником расизма и империализма и в своём неприятии расизма зашёл гораздо дальше своих современников, многие слова, бывшие во всеобщем употреблении во времена Марка Твена и использованные им в романе, сейчас действительно звучат как расовые оскорбления. В феврале 2011 года в США вышло первое издание книг Марка Твена «Приключения Гекльберри Финна» и «Приключения Тома Сойера», в котором подобные слова и выражения заменены на политкорректные (например, слово «nigger» (негр) заменено по тексту на «slave» (раб)).

### Последние годы
До своей смерти писатель пережил потерю трёх из четырёх детей, умерла также его жена Оливия. В свои поздние годы Твен находился в глубокой депрессии, но всё ещё мог шутить. В ответ на ошибочный некролог в «New York Journal», он произнёс свою знаменитую фразу: «Слухи о моей смерти несколько преувеличены». Материальное положение Твена также пошатнулось: его издательская компания разорилась; он вложил своё состояние и капитал жены в наборную машину Пейджа, которая, проиграв конкуренцию линотипу, оказалась финансовым провалом; плагиаторы украли права на несколько его книг.
В 1893 году Твен был представлен нефтяному магнату Генри Роджерсу, одному из директоров компании «Standard Oil». Роджерс помог Твену выгодно реорганизовать финансовые дела, и они стали близкими друзьями. Твен часто гостил у Роджерса, они выпивали и играли в покер. Можно сказать, что Твен даже стал для Роджерсов членом семьи. Внезапная смерть Роджерса в 1909 году глубоко потрясла Твена. Хотя Марк Твен многократно публично благодарил Роджерса за спасение от финансового краха, стало ясно, что их дружба имела взаимовыгодный характер. Видимо, Твен значительно повлиял на смягчение крутого нрава нефтяного магната, имевшего прозвище «цербер Роджерс». После смерти Роджерса его бумаги показали, что дружба со знаменитым писателем сделала из безжалостного скряги настоящего благотворителя и мецената. Во время дружбы с Твеном Роджерс начал активно поддерживать образование, организовывал образовательные программы, особенно для негров и талантливых людей с ограниченными физическими возможностями.
Сэмюэль Клеменс, известный всему миру как Марк Твен, умер 21 апреля 1910 года, на 75-м году жизни, от грудной жабы (стенокардии). За год до смерти он сказал: «Я пришёл в 1835 году с Кометой Галлея, через год она снова прилетает, и я рассчитываю уйти вместе с ней». Так оно и случилось.
Писатель был похоронен на кладбище Вудлон в Элмайре (штат Нью-Йорк).

## Память
- В городе Ханнибал, штат Миссури, сохранился дом, в котором мальчишкой играл Твен[англ.]; и пещеры, которые он исследовал в детстве и которые потом были описаны в знаменитых «Приключениях Тома Сойера». Туда теперь приходят туристы. Дом Марка Твена в Хартфорде превращён в его личный музей и объявлен в США национальным историческим достоянием.
- В российских городах Волгограде и Дербенте существуют улицы, названные именем Марка Твена.
- В честь Твена в 1976 году назван кратер[англ.] на Меркурии[19].
- 8 ноября 1984 года в честь Марка Твена астероиду, открытому 24 сентября 1976 года Н. С. Черных в Крымской астрофизической обсерватории, присвоено наименование (2362) Марк Твен[20].
- Google Doodle в честь 176-летия писателя.

Топонимы штата Миссури
- Марк-Твен — национальный лес.
- Марк-Твен[англ.] — парк штата.
- Марк-Твен[англ.] — водохранилище.
- Пещера Марка Твена[англ.] — туристическая пещера[англ.] близ Ханнибала.

## Взгляды

### Политические взгляды
Со взглядами Марка Твена на идеальную форму правления и политический режим можно ознакомиться, прочитав его речь «„Рыцари труда“ — новая династия», с которой 22 марта 1886 года он выступил в городе Хартфорде, на заседании клуба «В понедельник вечером». Впервые эта речь под заглавием «Новая династия» была опубликована в сентябре 1957 года в журнале «New England Quarterly».
Марк Твен придерживался позиции, что власть должна принадлежать народу и только народу:

Власть одного человека над другими означает угнетение — неизменно и всегда угнетение; пусть не всегда сознательное, преднамеренное, обдуманное, не всегда суровое, или тяжкое, или жестокое, или огульное, — но так или иначе — всегда угнетение в том или ином виде. Кому ни вручи власть, она непременно проявится в угнетении. Дайте власть дагомейскому царьку — и он тут же начнет проверять меткость своей новенькой скорострельной винтовки на каждом, кто проходит мимо его дворца; люди будут падать один за другим, но ни ему, ни его придворным и в голову не придет, что он совершает нечто неподобающее. Дайте власть главе христианской церкви в России — императору, — и он одним мановением руки, точно отгоняя мошкару, пошлет несчетное множество молодых мужчин, матерей с младенцами на руках, седовласых старцев и юных девушек в невообразимый ад своей Сибири, а сам преспокойно отправится завтракать, даже не ощутив, какое варварство только что совершил. Дайте власть Константину или Эдуарду IV, или Петру Великому, или Ричарду III, — я мог бы назвать ещё сотню монархов, — и они перебьют своих ближайших родичей, после чего отлично заснут, даже без снотворного… Дайте власть кому угодно — и эта власть будет угнетать.
— Марк Твен, «Рыцари труда» — новая династия.
Автор подразделял людей на две категории: угнетателей и угнетённых. Первых немного — король, горстка других надсмотрщиков и подручных, а вторых множество — это народы мира: лучшие представители человечества, рабочие люди — те, кто своим трудом добывает хлеб. Твен считал, что все правители, какие до сих пор правили в мире, сочувствовали и покровительствовали классам и кланам раззолоченных бездельников, ловких казнокрадов, неутомимых интриганов, возмутителей общественного спокойствия, думающих только о своей выгоде. По мнению писателя, единственным правителем или королём должен быть сам народ:

Много раз мне случалось видеть, как бьют лошадь, и я глубоко сожалел, что не знаю лошадиного языка и не могу шепнуть: «Дурачина, ты же сильнее! Ударь его копытами!» Миллионы трудящихся во все века были теми же лошадьми — были ими. Чтобы стать хозяевами положения, им нужен был искусный вождь, который собрал бы воедино их силу и научил их, как ею пользоваться. Теперь они обрели этого вождя и стали хозяевами положения; впервые в этом мире порфиру надел подлинный властелин, впервые слова «король божьей милостью» перестали быть ложью.
Но этот король — прирождённый враг тех, кто интригует и говорит красивые слова, но не работает. Он будет нам надежной защитой против социалистов, коммунистов, анархистов, против бродяг и корыстных агитаторов, ратующих за «реформы», которые дали бы им кусок хлеба и известность за счёт честных людей. Он будет нам прибежищем и защитой против них и против всех видов политической хвори, заразы и смерти.
Как он использует свою власть? Сначала — для угнетения. Ибо он не более добродетелен, чем те, кто властвовал до него, и не хочет вводить никого в заблуждение. Разница лишь в том, что он будет угнетать меньшинство, а те угнетали большинство; он будет угнетать тысячи, а те угнетали миллионы. Но он никого не будет бросать в тюрьмы, никого не будет бить плетьми, пытать, сжигать на кострах и ссылать, не будет заставлять своих подданных работать по восемнадцать часов в день и не будет морить голодом их семьи. Он позаботится о том, чтобы все было справедливо — справедливый рабочий день, справедливая заработная плата.
— Марк Твен, «Рыцари труда» — новая династия.
Был последовательным противником рабства и расизма:

Вполне возможно, что рост линчеваний объясняется присущим человеку инстинктом подражания, — этим да ещё самой распространенной человеческой слабостью: страхом, как бы тебя не стали сторониться и показывать на тебя пальцем, потому что ты поступаешь не так, как все. Имя этому — Моральная Трусость, и она является доминирующей чертой характера у 9999 человек из каждых десяти тысяч. Я не претендую на это открытие — в глубине души самый тупоумный из нас знает, что это так. История не допустит, чтобы мы забыли или оставили без внимания эту важнейшую черту нашего характера.
История настойчиво и не без ехидства напоминает нам, что с сотворения мира все бунты против человеческой подлости и угнетения зачинались одним храбрецом из десяти тысяч, тогда как остальные робко ждали и медленно, нехотя, под влиянием этого человека и его единомышленников из других десятков тысяч, присоединялись к движению.
Аболиционисты это помнят. Втайне общественное мнение уже давно было на их стороне, но каждый боялся во всеуслышание заявить об этом, пока по какому-то намеку не догадался, что его сосед втайне думает так же, как он. Тогда-то и поднялся великий шум. Так всегда бывает. Настанет день, когда так будет в Нью-Йорке и даже в Пенсильвании.
— Марк Твен, Соединённые Линчующие Штаты.

### Отношение к религии
Жена Твена, глубоко верующая протестантка (конгрегационалистка), так и не смогла «обратить» мужа, хотя он старался при её жизни избегать острых тем. Немало романов Твена (например, «Янки при дворе короля Артура») содержат крайне резкие выпады в адрес католической церкви. В последние годы Твен написал немало рассказов на религиозную тематику, в которых высмеивает протестантскую этику (например, «Любознательная Бесси»).
Из посмертно опубликованных материалов ясно, что Марк Твен был бесконечно далёк от любой существующей религиозной конфессии. Свои взгляды он подытожил в 1906 году в «Размышлениях о религии»:

Теперь давайте поговорим об истинном Боге, настоящем Боге, великом Боге, высочайшем и верховном Боге, подлинном творце реальной вселенной… — вселенной, не изготовленной вручную для астрономической детской, но возникшей в безграничной протяженности пространства по повелению только что упомянутого подлинного Бога, Бога невообразимо великого и величественного, по сравнению с которым все другие боги, мириадами кишащие в жалком людском воображении, подобны рою комаров, затерявшемуся в бесконечности пустого неба…
Когда мы исследуем бесчисленные чудеса, великолепие, блеск и совершенство этой бесконечной вселенной (теперь мы знаем, что вселенная бесконечна) и убеждаемся, что всё в ней, от стебелька травы до лесных великанов Калифорнии, от неведомого горного ручейка до безграничного океана, от хода приливов и отливов до величественного движения планет, беспрекословно подчиняется строгой системе точных, не знающих исключения законов, мы постигаем — не предполагаем, не заключаем, но постигаем, — что Бог, который единой мыслью сотворил этот неимоверно сложный мир, а другой мыслью создал управляющие им законы, — этот Бог наделен безграничным могуществом…
Известно ли нам, что он справедлив, благостен, добр, кроток, милосерден, сострадателен? Нет. У нас нет никаких доказательств того, что он обладает хотя бы одним из этих качеств, — и в то же время каждый приходящий день приносит нам сотни тысяч свидетельств — нет, не свидетельств, а неопровержимых доказательств, — что он не обладает ни одним из них.

По полному отсутствию у него любого из тех качеств, которые могли бы украсить бога, внушить к нему уважение, вызвать благоговение и поклонение, настоящий бог, подлинный бог, творец необъятной вселенной ничем не отличается от всех остальных имеющихся в наличии богов. Он каждый день совершенно ясно показывает, что нисколько не интересуется ни человеком, ни другими животными — разве только для того, чтобы пытать их, уничтожать и извлекать из этого занятия какое-то развлечение, делая при этом все возможное, чтобы его вечное и неизменное однообразие ему не приелось.

### Отношение к Церкви
Методы, к которым прибегают церковники, — весьма любопытны, а история их — занимательна. Во все времена римская церковь имела своих рабов, покупала и продавала их, санкционировала работорговлю, поощряла её. Долгое время спустя после того, как некоторые христианские народы освободили своих рабов, церковь все ещё продолжала владеть ими. Но разве можно сомневаться в том, что церковь не могла поступать иначе, — ведь все это делалось ею в соответствии с волей господа, а она была его единственным представителем на земле, полномочным и непогрешимым толкователем его библии. Существовало священное писание, которое можно было толковать только так, а не иначе; церковь всегда была права: она лишь поступала так, как предписывала ей библия.
Уверенная в своей правоте, церковь на протяжении многих веков ни разу не возвысила голос против рабства. Сегодня мы, наконец, слышим, что папа римский объявил работорговлю грехом и даже посылает в Африку специальную экспедицию, чтобы приостановить захват новых рабов. Итак, догматы остались те же, изменилась лишь тактика. Почему? Да потому, что человечество решило подправить библию. Сама церковь никогда на это не идет, но она в то же время никогда не упускает случая пристроиться в хвост событий и приписать себе чужие заслуги. Именно так она поступает и в данном случае.
— Марк Твен, Библейские поучения и религиозная тактика.

## Образ Марка Твена в популярной культуре
- Детство Сэмюэля Клеменса описывается в биографических повестях Мириам Мейсон[англ.] «Мальчик с великой Миссисипи» и «Юный писатель».
- В качестве литературного героя Марк Твен (под своим настоящим именем Сэмюэл Клеменс) появляется во второй и третьей частях научно-фантастической пенталогии «Мир Реки» писателя Филипа Хосе Фармера. В книге второй «Сказочный корабль», Сэмюэл Клеменс, возрождённый в таинственном Мире Реки вместе со всеми умершими в разные времена на Земле людьми, становится исследователем и искателем приключений. Он мечтает о постройке большого колёсного речного парохода, чтобы проплыть по Реке до самого её истока. Со временем это ему удается, однако после постройки пароход у писателя крадёт его партнёр, король Иоанн Безземельный. В книге третьей «Тёмные замыслы», Клеменс, преодолевая многочисленные трудности, заканчивает строительство второго парохода, который у него тоже пытаются украсть.
  - В двух экранизациях цикла, снятых в 2003 и 2010 годах, роль Сэмюэля Клеменса сыграли актёры Камерон Дейду и Марк Деклин.
- В романе «Уплыть за закат» Роберта Хайнлайна главная героиня несколько раз упоминает свои встречи с Сэмюэлем Клеменсом, в том числе приводятся его слова о комете Галлея.
- Дэн Симмонс в романе «Костры Эдема» также упоминает Сэмюэля Клеменса, используя реальный эпизод из его биографии — поездку на Гавайи.
- В повести В. П. Крапивина «Давно закончилась осада…» описывается встреча главного героя с Сэмюэлем Клеменсом во время посещения Севастополя в 1867 году.
- Сэмюэл Клеменс фигурирует в качестве одного из главных персонажей в рассказе Джеффри Лэндиса «Глаза Америки», где описывается выдуманная история борьбы за пост президента США между Томасом Эдисоном и Уильямом Брайаном[27].
- В фильме «Марк Твен против…» (1976) заглавного героя сыграл Олег Табаков.
- В мультипликационном пластилиновом фильме «Приключения Марка Твена» 1985 года Марк Твен — персонаж-рассказчик, а действие мультфильма состоит из фрагментов произведений и в нём фигурируют герои произведений Самуэля Клеменса в ходе рассказа автора мальчику о своей жизни.
- В американской комедии «Нелепая шестёрка» 2015 года.
- В нескольких эпизодах ситкома «Другое время» 2015—2018 годов.
- В романе «Порог» (2019) Сергея Лукьяненко в честь Марка Твена назван научный межпланетный корабль «Твен» и его квантовый компьютер с искусственным интеллектом — Марк. Марк — синтетическая личность с имитацией характера немолодого ироничного мужчины, разговаривающая с экипажем хрипловатым баритоном.

## Семья
Оливия — супруга с 1870 года, умерла в 1904 году. В браке родились четверо детей.

## Избранная библиография
- «Знаменитая скачущая лягушка из Калавераса», сборник рассказов (1867)
- «История Мэйми Грант, девочки-миссионера» (1868)
- «Простаки за границей, или Путь новых паломников» (1869)
- «Закалённые» (1872), русский перевод под названием «Налегке» (1959)
- «Позолоченный век» (1873), роман написан совместно с Ч. Д. Уорнером
- «Старые и новые очерки» (1875), сборник рассказов
- «Старые времена на Миссисипи» (1875)
- «Приключения Тома Сойера» (1876)
- «Пешком по Европе» (1880)
- «Принц и нищий» (1881)
- «Жизнь на Миссисипи» (1883),
- «Приключения Гекльберри Финна» (1884)
- «Рыцари труда — новая династия» (1886)
- «Письмо ангела-хранителя» (1887), опубликовано в 1946 году
- «Янки из Коннектикута при дворе короля Артура» (1889)
- «Дневник Адама» (1893)
- «Простофиля Вильсон» (1894)
- «Том Сойер за границей» (1894)
- «Том Сойер — сыщик» (1896)
- «Личные воспоминания о Жанне д’Арк сьера Луи де Конта, её пажа и секретаря» (1896)
  - Классический перевод З. Е. Александровой
  - Перевод И. Семежона, Н. Тимофеевой
- «Школьная горка», осталась незавершенной (1898)
- «Человек, который совратил Гедлиберг» (1900)
- «Рассказ собаки» (1903)
- «Сделка с Сатаной» (1904)
- «Дневник Евы» (1905)
- «Три тысячи лет среди микробов (Жизнеописание микроба с примечаниями, сделанными той же рукой семь тысяч лет спустя). Перевод с микробского Марка Твена. 1905 г.» (1905)
- Монолог короля Леопольда в защиту его владычества в Конго (1905)
- «Письма с Земли» (1909)
- «№ 44, Таинственный незнакомец. Старинная рукопись, найденная в кувшине. Вольный перевод из кувшина», осталась незавершенной (1902—1908)

### Оригинальные названия
- (1866) «What Have the Police Been Doing?» («Чем занимается полиция?», эссе)
- (1867) «The Celebrated Jumping Frog of Calaveras County»
- (1869) «Innocents Abroad» (документальные истории из путешествий)
- (1871) «Autobiography and First Romance»
- (1872) «Roughing It» (документальное произведение)
- (1873) «The Gilded Age: A Tale of Today»
- (1875) «Sketches New and Old» (собрание очерков)
- (1876) «Old Times on the Mississippi» (документальное произведение)
- (1876) «The Adventures of Tom Sawyer»
- (1877) «A True Story and the Recent Carnival of Crime» (рассказы)
- (1878) «Punch, Brothers, Punch! and other Sketches» (сборник рассказов)
- (1880) «A Tramp Abroad» (документальные истории из путешествий)
- (1880) «1601: Conversation, as it was by the Social Fireside, in the Time of the Tudors»
- (1882) «The Prince and the Pauper»
- (1883) «Life on the Mississippi» (документальное произведение)
- (1884) «The Adventures of Huckleberry Finn»
- (1886) «Knights of Labor: The New Dynasty» («Рыцари труда — Новая династия», эссе)
- (1889) «A Connecticut Yankee in King Arthur’s Court»
- (1892) «The American Claimant»
- (1892) «Merry Tales» (сборник рассказов)
- (1893) «The $1,000,000 Bank Note and Other New Stories» (сборник рассказов)
- (1894) «Tom Sawyer Abroad»
- (1894) «Pudd’n’head Wilson»
- (1896) «Tom Sawyer Detective»
- (1896) «Personal Recollections of Joan of Arc»
- (1897) «How to Tell a Story and other Essays» (документальное эссе)
- (1897) «Following the Equator» (документальные истории из путешествий)
- (1900) «The Man That Corrupted Hadleyburg» («Человек, который совратил Гедлиберг»)
- (1901) «Edmund Burke on Croker and Tammany» (политическая сатира)
- (1901) «The United States of Lyncherdom» («Соединенные Линчующие Штаты», эссе)
- (1901) «To the Person Sitting in Darkness» («Человеку, ходящему во тьме», эссе)
- (1902) «A Defence of General Funston» («В защиту генерала Фанстона», эссе)
- (1902) «A Double Barrelled Detective Story»
- (1904) «A Dog’s Tale»
- (1905) «King Leopold’s Soliloquy» (политическая сатира)
- (1905) «The War Prayer»
- (1906) «The $30,000 Bequest and Other Stories»
- (1906) «Moro massacre» («Избиение моро»)
- (1906) «What Is Man?» (эссе)
- (1907) «Christian Science» («Христианская наука», документальное произведение)
- (1907) «A Horse’s Tale»
- (1907) «Is Shakespeare Dead?» (документальное произведение)
- (1909) «Captain Stormfield’s Visit to Heaven»
- (1909) «Letters from the Earth»
- (1916) «The Mysterious Stranger»
- (1923) «Bible Teaching and Religious Practice» («Библейские поучения и религиозная тактика», статья)
- (1924) «Mark Twain’s Autobiography» (автобиография, опубликована после смерти автора)
- (1967) «Tom Sawyer’s Conspiracy» (опубликована после смерти автора)

### Собрания сочинений на русском языке
- Марк Твен. Собрание сочинений в одиннадцати томах. — СПб.: Тип. братьев Пантелеевых, 1896—1899.
  - Том 1. «Американский претендент», юмористические очерки и рассказы;
  - Том 2. «Янки при дворе короля Артура»;
  - Том 3. «Похождения Тома Соуэра», «Том Соуэр за границей»;
  - Том 4. «Жизнь на Миссисипи»;
  - Том 5. «Приключения Финна Геккльберри, товарища Тома Соуэра»;
  - Том 6. «Прогулка за границей»;
  - Том 7. «Принц и нищий», «Сыскные подвиги Тома Соуэра в передаче Гекка Финна»;
  - Том 8. Рассказы;
  - Том 9. Простодушные у себя дома и заграницею;
  - Том 10. Простодушные у себя дома и заграницею (заключение);
  - Том 11. «Вильсон Мякинная голова», из «Новых странствований вокруг света».
- Марк Твен. Собрание сочинений в 12 томах. — М.: ГИХЛ, 1959—1961, 300 000 экз.
  - Том 1. Простаки за границей, или Путь новых паломников (перевод И. Гуровой и Р. Облонской)
  - Том 2. Налегке (перевод В. Топер и Т. Литвиновой)
  - Том 3. Позолоченный век (перевод Н. Галь и Л. Хвостенко)
  - Том 4. Приключения Тома Сойера (перевод К. Чуковского). Жизнь на Миссисипи (перевод Р. Райт-Ковалёвой)
  - Том 5. Пешком по Европе. Принц и нищий
  - Том 6. Приключения Гекльберри Финна. Янки из Коннектикута при дворе короля Артура
  - Том 7. Американский претендент. Том Сойер за границей. Простофиля Вильсон
  - Том 8. Личные воспоминания о Жанне Д’Арк
  - Том 9. По экватору. Таинственный незнакомец
  - Том 10. Рассказы. Очерки. Публицистика. 1863—1893
  - Том 11. Рассказы. Очерки. Публицистика. 1894—1909
  - Том 12. Из «Автобиографии». Из «Записных книжек»
- Марк Твен. Собрание сочинений в 8 томах. — М.: «Правда» (серия «Библиотека „Огонёк“»), 1980
- Марк Твен. Собрание сочинений в 8 томах. — М.: Голос, Глагол, 1994. — ISBN 5-900288-05-6, 5-900288-09-9
- Марк Твен. Собрание сочинений в 18 томах. — М.: Терра, 2002. — ISBN 5-275-00668-3, 5-275-00670-5

## Экранизации
- 1920 — Гекльберри Финн
- 1930 — Том Сойер
- 1931 — Гекльберри Финн
- 1936 — Том Сойер (Киевская киностудия)
- 1937 — Принц и нищий
- 1939 — Приключения Гекльберри Финна
- 1943 — Принц и нищий
- 1954 — Банковский билет в миллион фунтов стерлингов
- 1972 — Принц и нищий
- 1973 — Совсем пропащий
- 1973 — Том Сойер
- 1979 — Гекльберри Финн и его друзья
- 1981 — Приключения Тома Сойера и Гекльберри Финна
- 1982 — Укрощение велосипеда (м/ф)
- 1988 — Новые приключения янки при дворе короля Артура. Фантазии на тему Марка Твена.
- 1989 — Филипп Траум
- 1993 — Хак и король червей
- 1994 — Волшебное приключение Эвы
- 1994 — Миллион для Хуана
- 1995 — Том и Гек
- 2000 — Том Сойер
- 2011 — Том Сойер